# Liste der Naturdenkmale im Reichswald

Stadtwappen Kranenburg

Die Liste der Naturdenkmale im Reichswald enthält die Naturdenkmale aus dem Landschaftsplan Nr. 6 (LP06) des Kreises Kleve. Sie trat am 8. Februar 2000 rechtlich in Kraft. (Stand 2004)
Der Geltungsbereich erstreckt sich auf das Gebiet des Klever Reichswaldes. Aufgrund der Ausdehnung des größten zusammenhängenden Waldgebiet am Niederrhein sind die Naturdenkmale nicht auf eine Ortschaft beschränkt. Ein Großteil der Naturdenkmale befindet sich auf Kranenburger Gebiet, einige weitere in Kleve. Die Liste enthält besondere Bäume, Baumgruppen, Wallhecken, Findlinge und kulturgeschichtlich und geologisch interessante Hohlwege. Seit der Festlegung sind einige Bäume durch Stürme stark beschädigt worden oder mussten zugunsten der Verkehrssicherheit gefällt werden.
| Denkmal-Nummer | Ort / Lage | Bezeichnung des ND                                                 | Anzahl | Art                                                          | Eingetragen seit | Schutzgrund                                                    | Beschreibung | Bild                                    |
| -------------- | --- | ------------------------------------------------------------------ | ------ | ------------------------------------------------------------ | ---------------- | -------------------------------------------------------------- | --- | --------------------------------------- |
| ND 01          | Reichswald-Kleve - Donsbrüggen Spielberg, südl. Donsbrüggen Karte                                                               | Hohlweg                                                            | 1      | Hohlweg                                                      | 2000             | Kulturhistorische Gründe Geologische Gründe                    | Etwa 230 m langer und bis zu 8 m eingetiefter Hohlweg mit Buchen- und Eichenbestand in einer Nadelholzaufforstung. | Fotos hochladen                         |
| ND 02          | entfallen |                                                                    |        |                                                              |                  |                                                                | |                                         |
| ND 03          | Reichswald-Kranenburg Auf einer Weide südlich Richters Gut, im Bereich einer Weißdornhecke, Nijmeger Straße / Richtersgut Karte | Eiche                                                              | 1      | Stieleiche (Quercus robur)                                   | 2000             | Seltenheit Schönheit                                           | Höhe: ca. 20 m Stammumfang: ca. 400 cm Kronendurchmesser: ca. 20 m | BW                                      |
| ND 04          | Reichswald-Kranenburg - Nütterden an der Kreuzung Schaafsweg / Nijmeger Straße Karte                                            | Eiche                                                              | 1      | Stieleiche (Quercus robur)                                   | 2000             | Seltenheit Schönheit                                           | Höhe: ca. 18 m Stammumfang: ca. 370 cm Kronendurchmesser: ca.18 m | BW                                      |
| ND 05          | Reichswald-Kranenburg - Nütterden in Fortsetzung des Schaafswegs, östl. Sieben Quellen Karte                                    | Hohlweg                                                            | 1      | Hohlweg                                                      | 2000             | Kulturhistorische Gründe Geologische Gründe                    | Etwa 300 m langer Hohlweg mit Böschungen von 0,5 – 2,5 m Höhe und anschließender ca. 100 m langer Baumreihe aus Eichen und Buchen. | BW                                      |
| ND 06          | Reichswald-Kranenburg - Nütterden Wolfsbergstraße / Heideweg, südlich der Römerstraße Karte                                     | Eiche                                                              | 1      | Traubeneiche (Quercus petraea)                               | 2000             | Seltenheit Schönheit Eigenart                                  | Höhe: ca. 20 m Stammumfang: ca. 380 cm Kronendurchmesser: ca. 20 m | BW                                      |
| ND 07          | Reichswald-Kleve auf dem Hof am Schaepenfeld Karte                                                                              | Esskastanie                                                        | 1      | Esskastanie (Castanea sativa)                                | 2000             | Schönheit Eigenart                                             | Höhe: ca. 17 m Stammumfang: ca. 530 cm Der Baum weist Fäulnisstellen im Stammbereich auf. | BW                                      |
| ND 08          | Reichswald-Kranenburg - Grafwegen Reichswald, Grenzwall an der niederländischen Grenze, Grafwegener Straße Karte                | Wallhecke mit Kopfbuchen                                           | 1      | Wallhecke                                                    | 2000             | Ökologische Gründe Eigenart                                    | Etwa 3,9 km lange Wallhecke nördlich Grafwegen, entlang der Grafwegener Straße (2,95 km) und südlich Grafwegen am Waldrand (0,95 km). Kopfbuchen, verschiedene Laubgehölze, Gebüsch.                                                                              | BW                                      |
| ND 09          | Reichswald-Kranenburg – Reichswald an der Kreuzung Hövel / Genneper Weg, Parkplatz am Waldrand Karte                            | Eiche                                                              | 1      | Stieleiche (Quercus robur)                                   | 2000             | Schönheit                                                      | Höhe: ca. 18 m Stammumfang: ca. 370 cm Kronendurchmesser: ca. 18 m | BW                                      |
| ND 10          | Reichswald-Kleve – Materborn Reichswald, südlich des Stoppelberges Karte                                                        | Buche                                                              | 1      | Buche (Fagus sylvatica)                                      | 1971             | Schönheit Eigenart                                             | Höhe: ca. 18 m Stammumfang: ca. 380 cm Kronendurchmesser: ca. 20 m Beeindruckende Buche in Nadelholzaufforstung. Einer der 4 Hauptverzweigungen des Stammes ist durch Sturmeinwirkung ausgebrochen. Bereits seit 24. September 1971 als Naturdenkmal ausgewiesen. | BW                                      |
| ND 11          | Reichswald-Kleve - Materborn Kate westlich der Hamstraße, Hamstraße 12 Karte                                                    | 2 Esskastanien                                                     | 2      | Esskastanie (Castanea sativa)                                | 2000             | Schönheit Eigenart                                             | Höhe: je ca. 10 m Stammumfang: ca. 490 cm bzw. 420 cm Kronendurchmesser: je ca. 10 m Beide Bäume weisen Stammschäden auf. | BW                                      |
| ND 12          | Reichswald-Kleve Reichswald Abt. 139 C                                                                                          | Buche                                                              | 1      | Buche (Fagus sylvatica)                                      | 2000             | Schönheit Eigenart                                             | Höhe: ca. 22 m Stammumfang: ca. 440 cm Kronendurchmesser: ca. 22 m | Direkt Bild zu diesem Denkmal hochladen |
| ND 13          | Reichswald-Kranenburg – Reichswald Parkplatz Grafwegen am Wanderweg zum Feuerwachtturm, Kartenspielerweg Karte                  | Findling „Goldenes Kalb“                                           | 2      | Findling (Quarzit)                                           | 2000             | Geologische Gründe Schönheit Eigenart                          | Zwei paläozoische Quarzitblöcke aus dem Mittelrheingebiet. Maße: 0,5 × 0,5 × 0,3 m bzw. 2,3 × 0,8 × 1,0 m | BW                                      |
| ND 14          | Reichswald-Kranenburg – Reichswald Wegkreuzung am Wanderweg Grafwegen-Feuerwachtturm-Himmeltal Karte                            | Dicke Buche                                                        | 1      | Buche (Fagus sylvatica)                                      | 2000             | Schönheit Eigenart                                             | Höhe: ca. 25 m Stammumfang: ca. 340 cm Kronendurchmesser: ca. 15 m Die Buche weist leichte Rindenschäden und Fäulnis im Stammbereich auf. | BW                                      |
| ND 15          | Reichswald-Kranenburg – Reichswald östlich des Freudenberges Karte                                                              | Eiche „Vierstämmige Eiche“                                         | 1      | Traubeneiche (Quercus petraea)                               | 2000             | Schönheit Eigenart                                             | Höhe: ca. 22 m Stammumfang: ca. 370 cm Kronendurchmesser: ca. 15 m Ab etwa 1,50 m Höhe ist die Eiche in 4 Hauptstämme verzweigt. | BW                                      |
| ND 16          | Reichswald-Kranenburg – Reichswald am Genneper Weg, Reichswald, Abt. 95 B                                                       | Buche „Ketila Buche“                                               | 1      | Buche (Fagus sylvatica)                                      | 2000             |                                                                | Die Buche ist im November 2013 bei einem Sturm umgestürzt. Von dem einst mächtigen Baum ist nur noch der untere verrottende Stammrest übrig. | Direkt Bild zu diesem Denkmal hochladen |
| ND 17          | Reichswald-Kranenburg – Reichswald östlich „Himmelsleiter“, Reichswald, Abt. 124 D                                              | Hohlweg                                                            | 1      | Hohlweg                                                      | 2000             | Kulturhistorische Gründe Geologische Gründe                    | Höhe: Etwa 170 m langer und bis zu 8 m eingetiefter Hohlweg mit Laubholzbestockung, überwiegend aus Buche und Eiche. Der südliche Teil weist einige alte Sandentnahmestellen auf.                                                                                 | Direkt Bild zu diesem Denkmal hochladen |
| ND 18          | Reichswald-Kranenburg – Reichswald Reichswald, Abt. 180 A                                                                       | Baumgruppe aus 3 Eichen und 1 Buche „Vier Waldgesellen“ Reichswald | 4      | 3× Traubeneiche (Quercus petraea) 1× Buche (Fagus sylvatica) | 2000             | Schönheit Eigenart                                             | Höhe: je ca. 20 m Stammumfang: ca. 350 cm, 310 cm, 310 cm und 290 cm Kronendurchmesser: ca. 15 m Die Buche ist durch Stammfäulnis und Pilzbefall beeinträchtigt und eine Eiche weist Wipfeldürre auf.                                                             | Direkt Bild zu diesem Denkmal hochladen |
| ND 19          | Reichswald-Kranenburg – Reichswald nordöstlich der Kreuzung Engels Straße / Krähental                                           | Eiche                                                              | 1      | Traubeneiche (Quercus petraea)                               | 2000             | Schönheit Eigenart                                             | Höhe: ca. 20 m Stammumfang: ca. 340 cm Kronendurchmesser: ca. 16 m | Direkt Bild zu diesem Denkmal hochladen |
| ND 20          | Reichswald-Kranenburg – Reichswald Wegkreuzung am Wanderweg Himmeltal / Grenze NL Karte                                         | Buche „Siebenstämmige Buche“                                       | 1      | Buche (Fagus sylvatica)                                      | 2000             | Seltenheit Schönheit Eigenart                                  | Höhe: ca. 18 m Stammumfang: ca. 570 cm, (130 – 180 cm) Kronendurchmesser: ca. 20 m | BW                                      |
| ND 21          | Reichswald-Kleve südöstl. Knollenberg Reichswald, Abt. 72 C                                                                     | Eiche                                                              | 1      | Stieleiche (Quercus robur)                                   | 2000             | Schönheit Eigenart                                             | Höhe: ca. 22 m Stammumfang: ca. 385 cm Kronendurchmesser: ca. 16 m | Direkt Bild zu diesem Denkmal hochladen |
| ND 22          | Reichswald-Kleve - Donsbrüggen Spielberg, südl. Donsbrüggen Karte                                                               | Wallhecke mit Kopfbuchen                                           | 1      | Wallhecke                                                    | 2000             | Kulturhistorische Gründe Geologische Gründe Schönheit Eigenart | Etwa 1,15 km lange Wallhecke entlang des Waldrandes in Donsbrüggen. Der Wall ist überwiegend mit Kopfbuchen bestanden. Zwischen den Buchen befinden sich vereinzelt andere Laubgehölze, die nicht als Kopfbäume beschnitten wurden.                               | BW                                      |
| ND 23          | Reichswald-Kleve – Materborn Reichswald, westlich Siedlung Reichswalde Karte                                                    | Wallhecke mit Kopfbuchen                                           | 1      | Wallhecke                                                    | 2000             | Kulturhistorische Gründe Geologische Gründe Schönheit Eigenart | Etwa 0,7 km lange Wallhecke am Waldrand südöstlich von Materborn. Der Wall ist überwiegend mit Kopfbuchen bestanden. Zwischen den Buchen befinden sich vereinzelt andere Laubgehölze, die nicht als Kopfbäume beschnitten wurden.                                 | BW                                      |